# Solmaz Badri
Pour les articles homonymes, voir Badri.
 (juillet 2024).
La mise en forme du texte ne suit pas les recommandations de Wikipédia : il faut le « wikifier ».
Les points d'amélioration suivants sont les cas les plus fréquents. Le détail des points à revoir est peut-être précisé sur la page de discussion.
- Les titres sont pré-formatés par le logiciel. Ils ne sont ni en capitales, ni en gras.
- Le texte ne doit pas être écrit en capitales (les noms de famille non plus), ni en gras, ni en italique, ni en « petit »…
- Le gras n'est utilisé que pour surligner le titre de l'article dans l'introduction, une seule fois.
- L'italique est rarement utilisé : mots en langue étrangère, titres d'œuvres, noms de bateaux, etc.
- Les citations ne sont pas en italique mais en corps de texte normal. Elles sont entourées par des guillemets français : « et ».
- Les listes à puces sont à éviter, des paragraphes rédigés étant largement préférés. Les tableaux sont à réserver à la présentation de données structurées (résultats, etc.).
- Les appels de note de bas de page (petits chiffres en exposant, introduits par l'outil «  Source ») sont à placer entre la fin de phrase et le point final[comme ça].
- Les liens internes (vers d'autres articles de Wikipédia) sont à choisir avec parcimonie. Créez des liens vers des articles approfondissant le sujet. Les termes génériques sans rapport avec le sujet sont à éviter, ainsi que les répétitions de liens vers un même terme.
- Les liens externes sont à placer uniquement dans une section « Liens externes », à la fin de l'article. Ces liens sont à choisir avec parcimonie suivant les règles définies. Si un lien sert de source à l'article, son insertion dans le texte est à faire par les notes de bas de page.
- La présentation des références doit suivre les conventions bibliographiques. Il est recommandé d'utiliser les modèles {{Ouvrage}}, {{Chapitre}}, {{Article}}, {{Lien web}} et/ou {{Bibliographie}}. Le mode d'édition visuel peut mettre en forme automatiquement les références.
- Insérer une infobox (cadre d'informations à droite) n'est pas obligatoire pour parachever la mise en page.

Pour une aide détaillée, merci de consulter Aide:Wikification.
Si vous pensez que ces points ont été résolus, vous pouvez retirer ce bandeau et améliorer la mise en forme d'un autre article.
Solmaz Badri (سولماز بدري) est une chanteuse, instrumentiste et enseignante de musique classique iranienne.

## Biographie
Née à Téhéran en 1980, elle a étudié la musique classique iranienne, elle est aussi titulaire d'une maîtrise en "musique iranienne" de l'Université des arts de Téhéran. Elle a été notamment l'élève de Sharif Lofti et a participé à l'enseignement de Mohammad Reza Shadjarian. En 2016, elle a publié un livre   « Chansons de Qamarul-Muluk Waziri ».
Solmaz Badri suit des cours à l'Adamak puis à l'école de musique Perse (Naser Nazar) de Téhéran, sous la direction de Farrokh Zarrin-Kafsh. Elle a aussi commencé le Santour avec Gholam-Reza Mashayekhi et Mohammad-Reza Fayyaz. Solmaz termine ses études de maîtrise à l'université des arts de Téhéran, où elle apprend auprès de professeurs tels que Sharif Lotfi, Reza Shafieean, Masood Shenasa et Pashang Kamkar. En chantant elle s'accompagne aussi du Daf (tambour sur cadre). Elle étudie le chant avec Asemeh Fendereski, Mozafar Shafiee et participe aux ateliers de Mohammad Reza Shajarian. Elle est entre autres réputée pour l'exceptionnelle particularité du timbre de sa voix.

## Carrière
Elle s'est produite en Corse, à Cologne, aux festivals « Sounds of Arabia » à Abu Dhabi, « Made in Germany » à Hanovre, « Female Voice of Iran » à Berlin en 2017 avec Negar Bouban,,. En juin 2024 à l'invitation d'Adrien Séguy dans son spectacle Un voyage en Accordéonistan Solmaz Badri été l'une des interprètes de ce groupe créé pour l'occasion. La tournée de cet ensemble s'est poursuivie à Toulouse puis à la Maison Éclusière de Parcieux.
Elle est aussi membre des groupes Paliz ensemble et "Panjrud ensemble" qui se produit en France avec notamment l'accordéoniste Adrien Séguy.